# Katafýgi
Katafýgi är en ort i Grekland.   Den ligger i prefekturen Nomós Kardhítsas och regionen Thessalien, i den centrala delen av landet, 210 km nordväst om huvudstaden Aten. Katafýgi ligger 610 meter över havet och antalet invånare är 311.
Terrängen runt Katafýgi är lite bergig.Runt Katafýgi är det glesbefolkat, med 12 invånare per kvadratkilometer. Närmaste större samhälle är Karditsa, 14,9 km nordost om Katafýgi. I omgivningarna runt Katafýgi växer i huvudsak blandskog.